# Amerikaans-Samoa

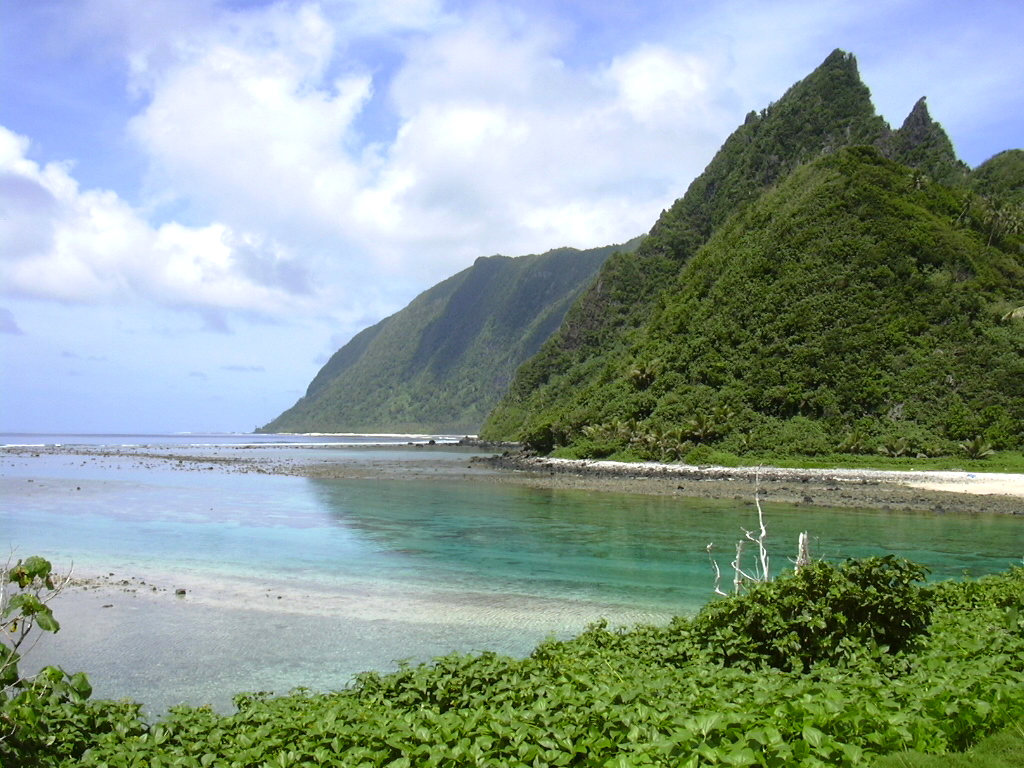
Nationaal park van Amerikaans-Samoa op Amerikaans-Samoa

Amerikaans-Samoa (Engels: American Samoa, uitgesproken als /əˈmɛrɪkən səˈmoʊə/), ook wel Oost-Samoa genoemd, is een unincorporated territory van de Verenigde Staten in de Zuidelijke Grote Oceaan, dat het oostelijke deel van de Samoa-eilanden omvat. Samoa was al bewoond rond 1000 v.Chr. en werd bereikt door Europese verkenners in de 18e eeuw. De internationale rivaliteit over deze eilanden werd opgelost in 1899 toen Duitsland en de Verenigde Staten de Samoaanse archipel verdeelden. De VS bestuurden vanaf toen een kleinere groep oostelijke eilanden met de haven van Pago Pago. De westelijke eilanden vormen nu de onafhankelijke staat Samoa. 

## Geschiedenis
Amerikaans-Samoa is al ongeveer 3000 jaar bewoond. De eerste nederzetting werd waarschijnlijk gesticht in 1000 v.Chr. De geschiedenis van de Oost-Samoaanse eilanden (nu Amerikaans-Samoa) is onlosmakelijk verbonden met die van de West-Samoaanse eilanden. (nu soeverein Samoa). De geschiedenis van Manu'a-eilanden, een eilandengroep die deel uitmaakt van Amerikaans-Samoa en die bestuurd werden door de Tui Manu'a dynastieën, gaat ver terug, en is verbonden met de geschiedenis van Fiji, Tonga en de Cookeilanden, Tokelau en verschillende andere eilandengroepen in de Stille Oceaan, die allemaal onder Manu'aanse heerschappij zijn geweest. Tu'i Manu'a van Manu'a overheersten een groot deel van de Stille Oceaan, met inbegrip van Tonga

### Kolonisatie
Samoa werd ontdekt door Europese ontdekkingsreizigers in de 18e eeuw. Walvisvaarders in de Stille Oceaan gebruikten de natuurlijke haven van het Samoaanse eiland Tutuila, omdat zij deze baai als een perfecte landingsplaats beschouwden. Deze haven wekte later ook de belangstelling van de Verenigde Staten. Na verschillende internationale geschillen over de eilanden werd de archipel in 1899 verdeeld tussen het Duitse Rijk (zijn gedeelte werd later de onafhankelijke natie Samoa) en de Verenigde Staten (wiens gedeelte het tegenwoordige Amerikaans-Samoa werd). Amerikaans-Samoa werd op 20 februari 1929 uiteindelijk een Eilandgebied van de Verenigde Staten.
Ander vroeg westers contact omvat een gevecht tussen Franse ontdekkingsreizigers en eilanders van Tutuila. De Samoanen kregen hierdoor de reputatie wilden te zijn in het Westen.

### Tweede Wereldoorlog
Tijdens de Tweede Wereldoorlog waren er meer mariniers op Amerikaans–Samoa dan autochtone inwoners. Dit was van grote invloed op het dagelijks leven. Jonge Samoanen, al van 14 jaar, werden getraind door het legerpersoneel om te dienen in het leger. Veel andere Samoanen werkten in die tijden ook in het leger, vaak als medisch personeel, maar ook op andere posten, zoals reparateur of radiobediende. Tijdens diezelfde oorlog diende Pago Pago (de tegenwoordige hoofdstad van het land) als een belangrijke marinebasis in de Stille Oceaan.

### Zelfbestuur
Als marinebasis werd Amerikaans-Samoa tot 1951 bestuurd door de United States Department of the Navy (de marine). In 1967 kreeg Amerikaans-Samoa haar eigen grondwet. Sinds dat moment is Amerikaans–Samoa er op verscheidene fronten op vooruit gegaan. Scholing en infrastructuur werden verbeterd. Zo werd het wegennet uitgebreid en werden er scholen, hotels, een ziekenhuis en een vliegveld gebouwd. Binnen een paar decennia werd ook (deels) de Amerikaanse way of life geadopteerd.

### Aardbeving van 2009
Op 29 september 2009 werd Amerikaans-Samoa getroffen door een aardbeving met een kracht van 8,0 op de schaal van Richter. De beving veroorzaakte een tsunami met als gevolg dat 150 mensen de dood vonden, en enkele honderden anderen gewond raakten.

## Nationaliteit en politiek

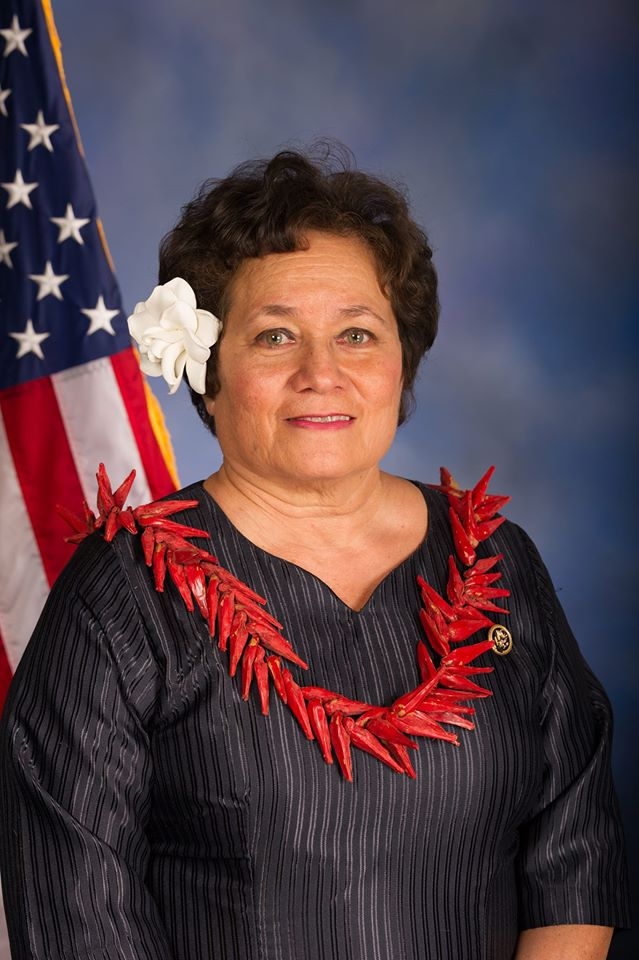
Amata Coleman Radewagen, afgevaardigde sinds 2015

Mensen die geboren zijn op Amerikaans-Samoa, met inbegrip van Swains Island, hebben de Amerikaanse nationaliteit, maar zijn geen Amerikaanse staatsburgers, tenzij een van hun ouders Amerikaans staatsburger is. Hoewel ze de Amerikaanse nationaliteit hebben, mogen Amerikaans-Samoanen niet stemmen bij de Amerikaanse presidentsverkiezingen. Wel mogen zij vrij en onbeperkt door de Verenigde Staten reizen.
De Amerikaans-Samoanen hebben het recht om één afgevaardigde te kiezen voor het federale Huis van Afgevaardigden. Desondanks mag deze afgevaardigde niet stemmen en is feitelijk een waarnemer. De afgevaardigde van Amerikaans-Samoa is sinds 2015 de Republikeinse Amata Coleman Radewagen.
Net als de vijftig staten en de andere vier eilandgebieden van de Verenigde Staten heeft Amerikaans-Samoa een eigen parlement en gouverneur. Het parlement (de American Samoa Fono) bestaat uit een Huis van Afgevaardigden (met 21 zetels) en een Senaat (met 18 zetels). De parlementsverkiezingen vinden om de twee jaar plaats, de gouverneursverkiezingen elke vier jaar. De huidige gouverneur is Pula Nikolao Pula (sinds januari 2025).

## Bestuurlijke indeling
Amerikaans-Samoa is ingedeeld in drie districten (districts) en twee atollen (unorganized atolls). De districten en de atollen zijn op hun beurt weer ingedeeld in 16 gemeentes (counties), die ingedeeld zijn in 74 dorpen (villages). Pago Pago, de hoofdstad van het land, is een van de grootste dorpen van Amerikaans-Samoa, en ligt aan de oostkust van het eiland Tutuila, in het Ma'oputasi County district. Fagatogo wordt in de grondwet van Amerikaans-Samoa vermeld als zetel van de regering, maar is niet de hoofdstad.

### Kaarten

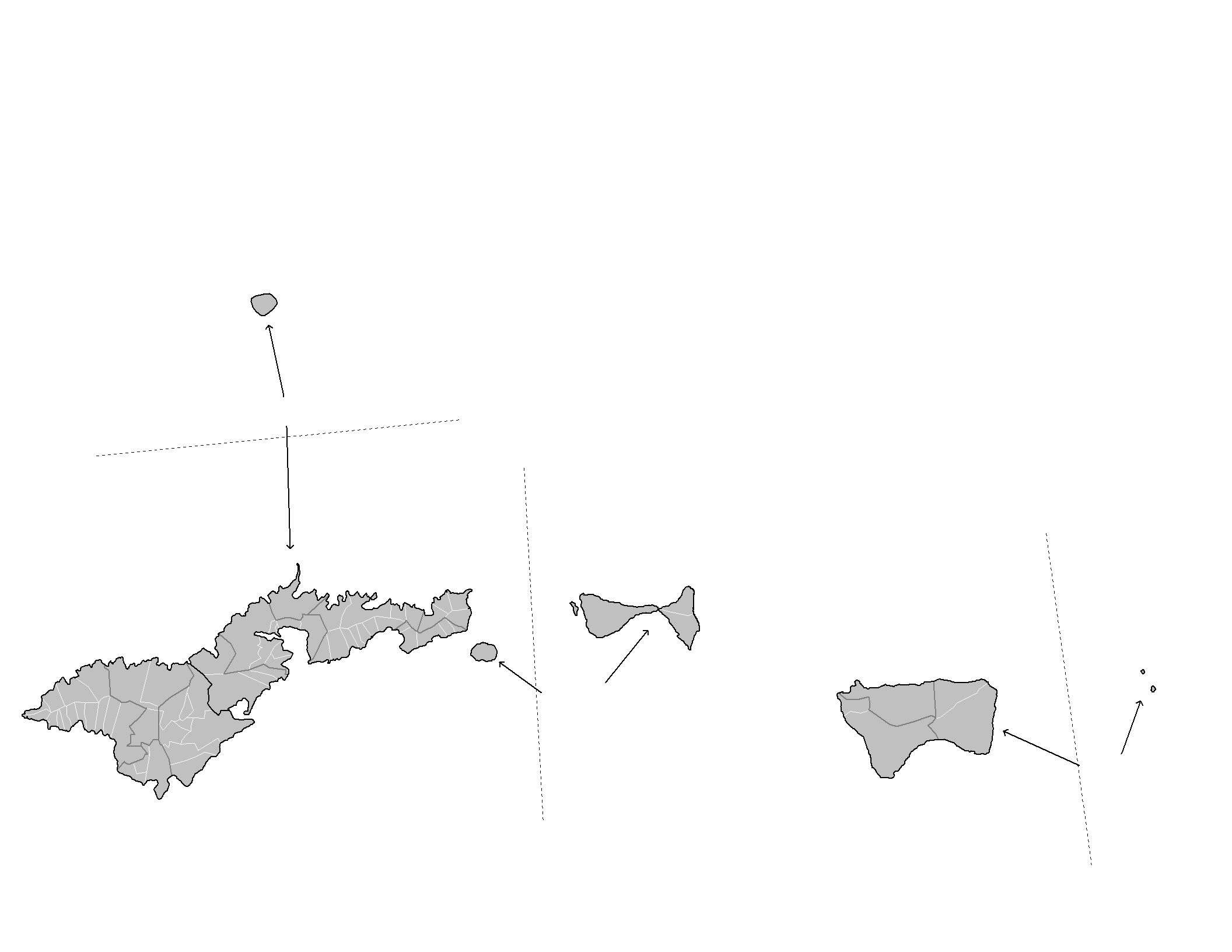
Administratieve indeling (Districts, Counties en Villages) van Amerikaans–Samoa
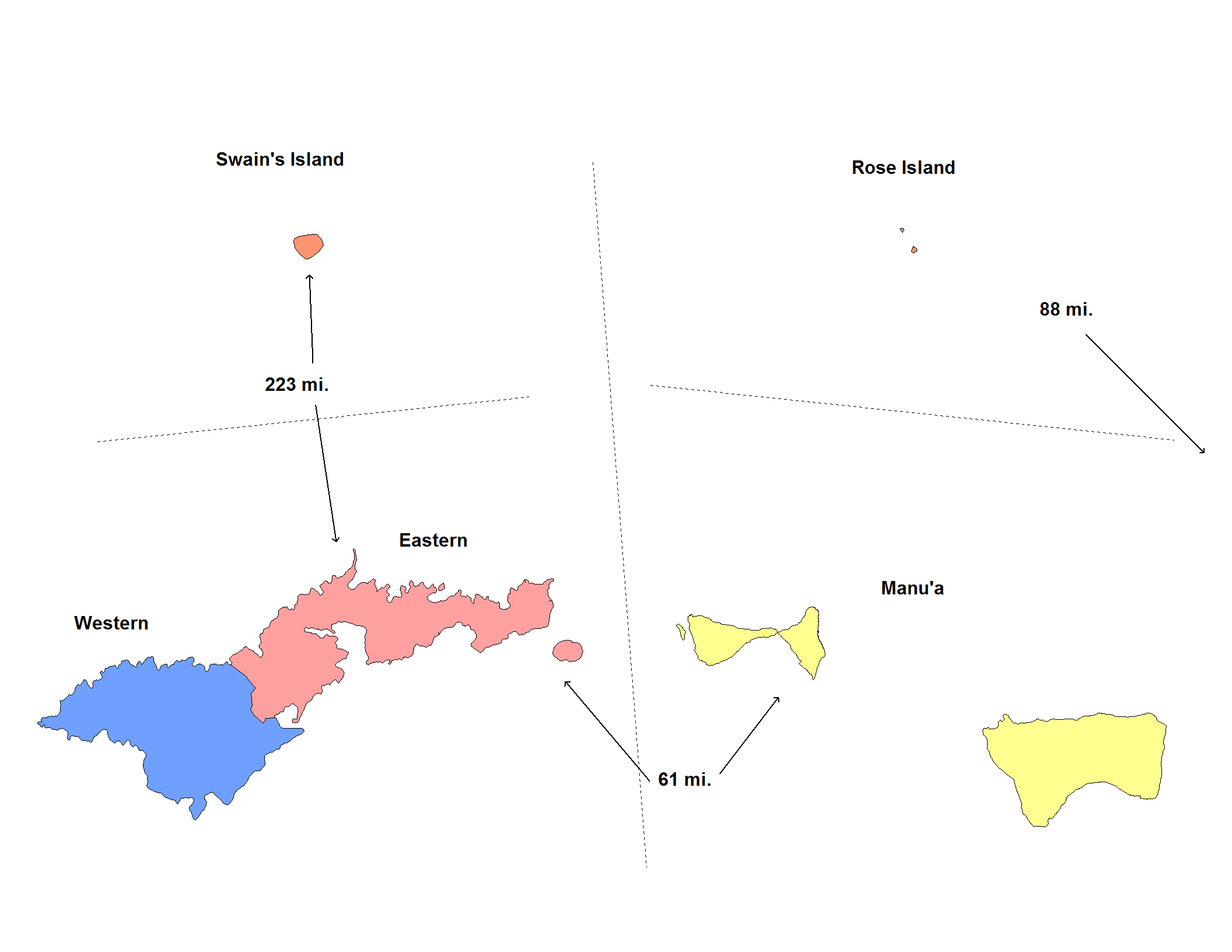
Districts van Amerikaans–Samoa
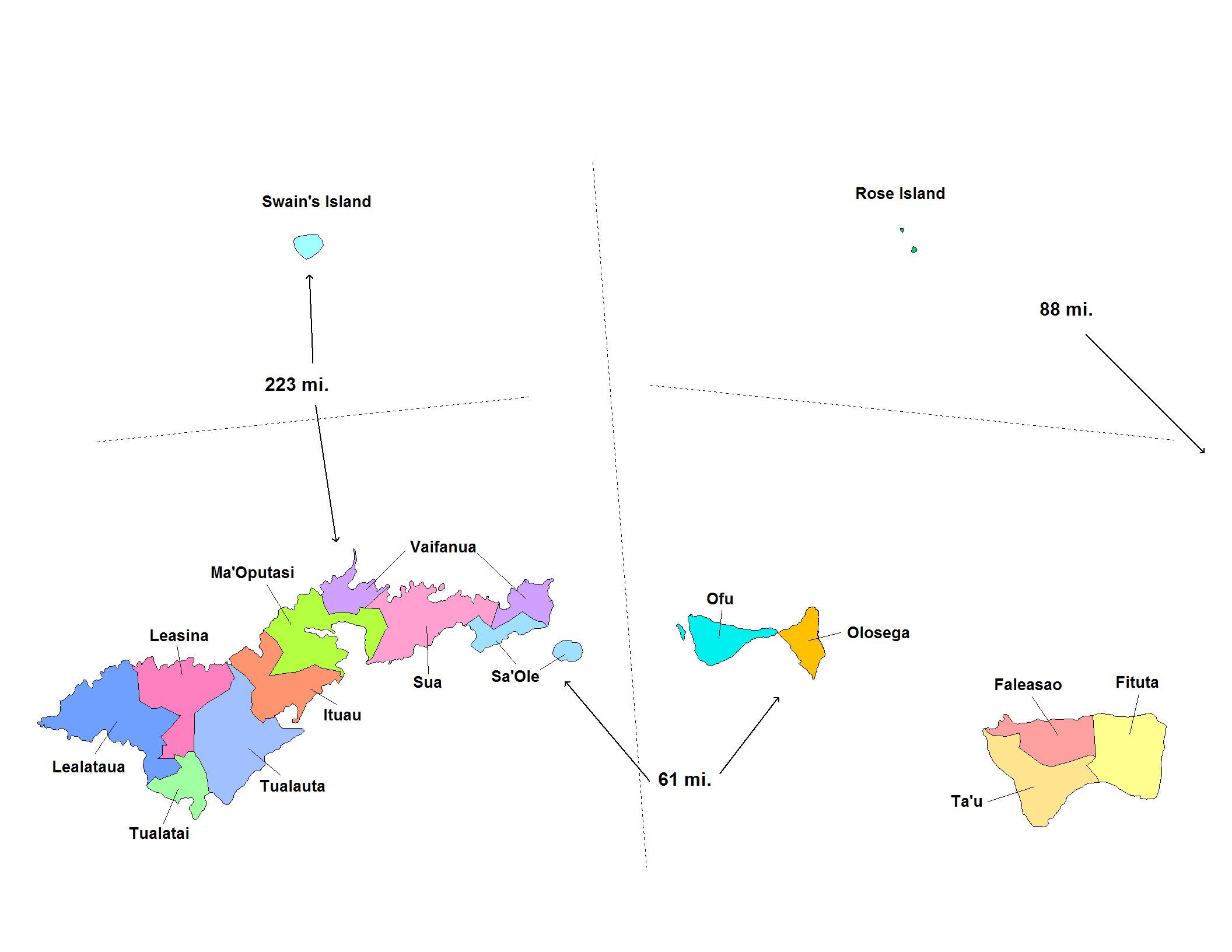
Counties van Amerikaans–Samoa
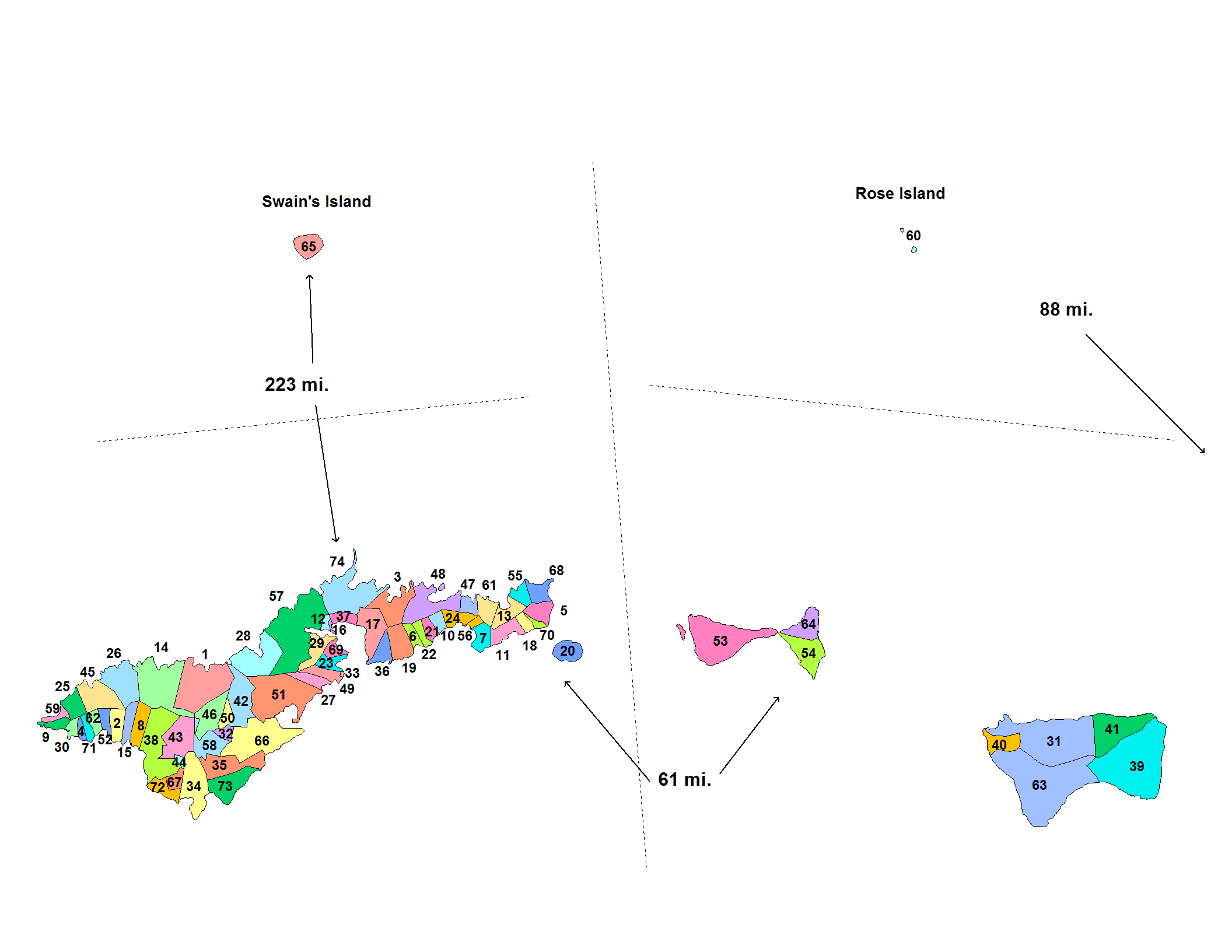
Villages van Amerikaans–Samoa

## Geografie

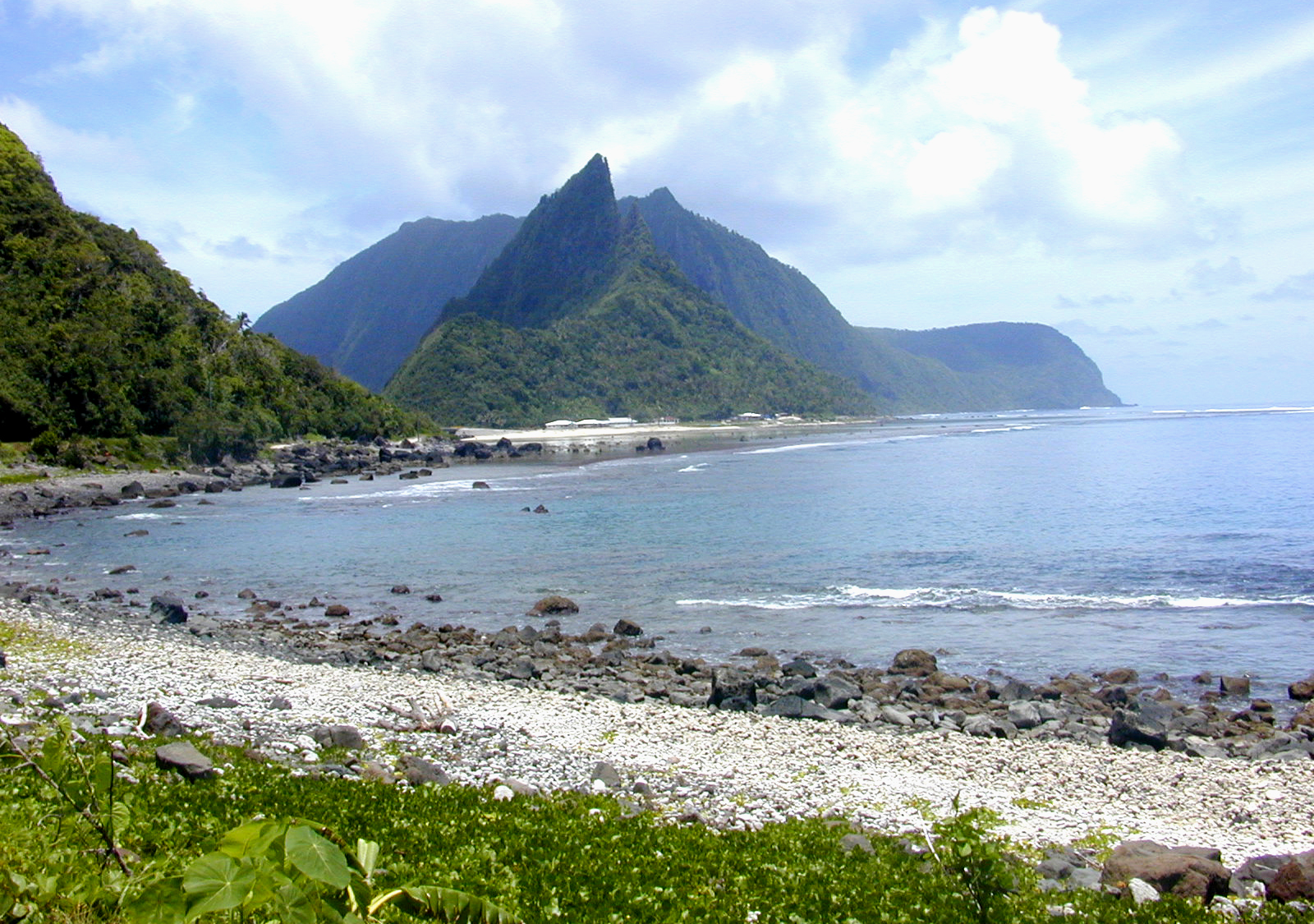
Het strand van Ofu-Olosega.

Amerikaans-Samoa is een eilandengroep gelegen in Oceanië, in de Stille Oceaan, en is een van de twee Amerikaanse koloniën op het zuidelijk halfrond. De landoppervlakte van Amerikaans-Samoa meet in totaal 199 km², iets groter dan Washington D.C. De eilandengroep bestaat uit vijf vulkanisch gevormde eilanden (Tutuila, Ofu, Ta‘ū, Olosega en Aunu‘u) en twee atollen (Rose Atoll en Swains). Tutuila is het hoofdeiland en tevens het grootste eiland. Rose Atoll, onderdeel van Amerikaans-Samoa, is de meest zuidelijke bezitting van de Verenigde Staten. Swains, een atol met 37 inwoners, is het noordelijkste gebiedsdeel van Amerikaans-Samoa, en behoort geografisch en cultureel eigenlijk tot de Tokelau-eilanden. Het eiland wordt dan ook geclaimd door dit Nieuw-Zeelandse gebiedsdeel.
Amerikaans-Samoa wordt in de periode van december tot maart vaak geteisterd door tyfoons.

## Economie

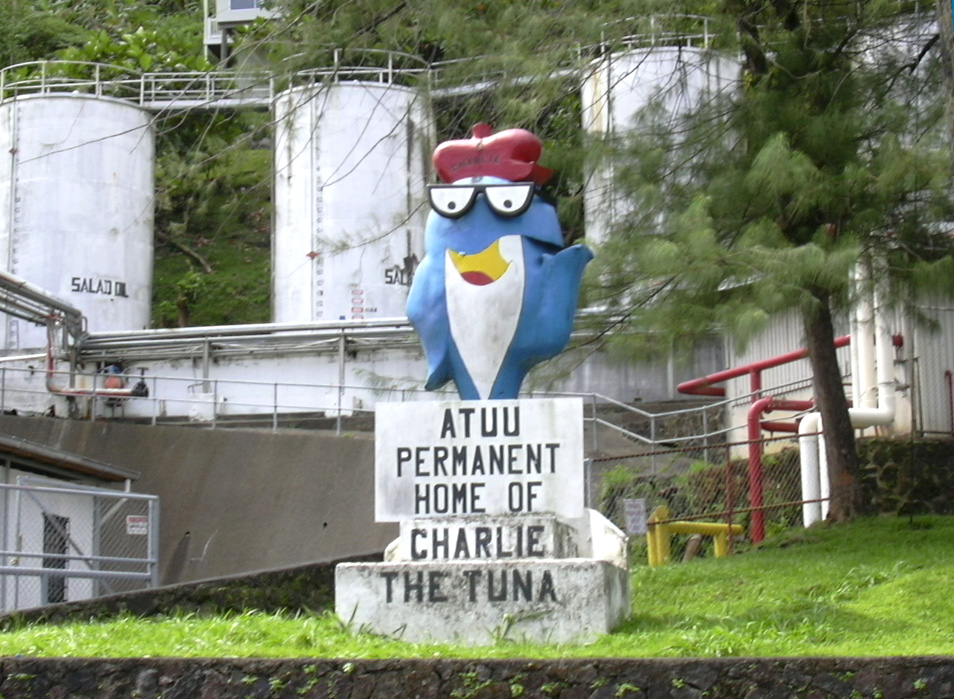
Een van de twee tonijninblikkerijen.

De werkgelegenheid in Amerikaans-Samoa kan ruwweg verdeeld worden in drie groepen van ongeveer 5.000 werknemers elk: de publieke sector, de twee tonijninblikkerijen die de eilandengroep rijk is, en de rest van de private sector.
Er zijn slechts een paar werknemers in dienst van de Amerikaanse overheid aanwezig in Amerikaans-Samoa. Ook is er geen legerpersoneel aanwezig, met uitzondering van wat kustwachtpersoneel.
Een groot deel van de werknemers werkzaam in de publieke sector werkt voor de Amerikaans–Samoaanse overheid. De twee tonijninblikkerijen (StarKist en Samoa Packing) exporteren jaarlijks ingeblikte tonijn ter waarde van honderden miljoenen dollars.
Begin 2007 werd in het United States Congress aangekaart dat Amerikaans-Samoa nog steeds geen minimumloon had. In 2007 werd er een wet aangenomen waarin het minimumloon van Amerikaans-Samoa werd vastgesteld op $0,50 per uur. Elk jaar komt daar $0,50 bij bovenop, net zo lang totdat het minimumloon gelijk is aan dat van de vijftig staten van de Verenigde Staten.

## Taal
Een kleine 57.000 van de 66.000 inwoners van Amerikaans-Samoa spreekt Samoaans, maar ook het Engels, met 1.300 sprekers, geniet de status van officiële taal. Voorts worden er in het territorium nog een aantal talen gesproken door belangrijke immigrantengemeenschappen, met name het Japans (1.500 sprekers), Tongaans (800 sprekers), Tokelaus (100 sprekers) en Koreaans.

## Infrastructuur en vervoer

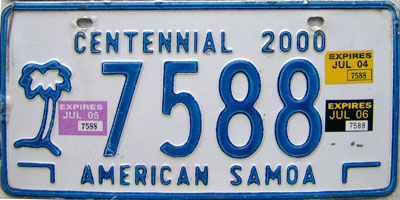
Samoaans nummerbord

Amerikaans-Samoa beschikt over 221 kilometer autosnelweg (2007). De eilandengroep heeft vijf havens, in Aunu‘u, Auasi, Faleāsao, Ofu en Pago Pago.

### Vliegverkeer
Amerikaans-Samoa telt drie luchthavens die worden gebruikt voor lijnvluchten, waarvan die van Pago Pago de enige internationale is. Vanuit Pago Pago zijn er rechtstreekse verbindingen met Samoa en de Verenigde Staten, verder zijn er ook binnenlandse vluchten naar de overige twee luchthavens, die Ofu en Ta‘ū in de Manu'a-eilanden bedienen.
De enige actieve Amerikaans-Samoaanse luchtvaartmaatschappij is Inter Island Airways, die ook als enige de binnenlandse vluchten verzorgt.

## Demografie

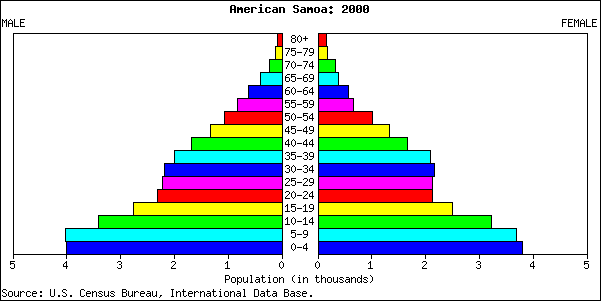
Bevolkingspiramide van Amerikaans-Samoa.

Amerikaans-Samoa telt 65.000 inwoners, waarvan 95% op het hoofdeiland, Tutuila, woont
91,6% van de bevolking is etnisch Samoaans, 2,8% Aziatisch, 1,1% blank, 4,2% gemengd, en 0,3 heeft een andere etniciteit; 90,6% van de inwoners spreekt Samoaans als moedertaal (nauw verwant aan Hawaïaans en andere Polynesische talen), 2.9% Engels, 2,4% Tongaans, en 4,1% spreekt een andere taal dan voornoemde talen als moedertaal. De meeste mensen zijn tweetalig. Amerikaans-Samoa is grotendeels Christelijk (50% Congregationalistisch, 20% rooms-katholiek, 30% protestants en overig).
Amerikaans-Samoa heeft slechts één postcode: 96799. De eilandengroep telt 29 scholen, 23 basisscholen en 6 middelbare scholen die alle 29 eigendom zijn van de regering. American Samoa Community College, opgericht in 1970, verzorgt opleidingen voor mensen die na de middelbare school willen doorleren.

## Cultuur
De Amerikaans-Samoaanse cultuur is vergelijkbaar met de West–Samoaanse cultuur. Echter, de Amerikaanse overheersing zorgt voor een verschil in welvaart tussen onafhankelijk Samoa en Amerikaans-Samoa.

### Religie
Volgens de World Christian Database is 98.3% van de bevolking christelijk, 0,7% agnostisch, 0,4% Chinees Universalist, 0,3% boeddhist en 0,3% Baha'i.

### Sport

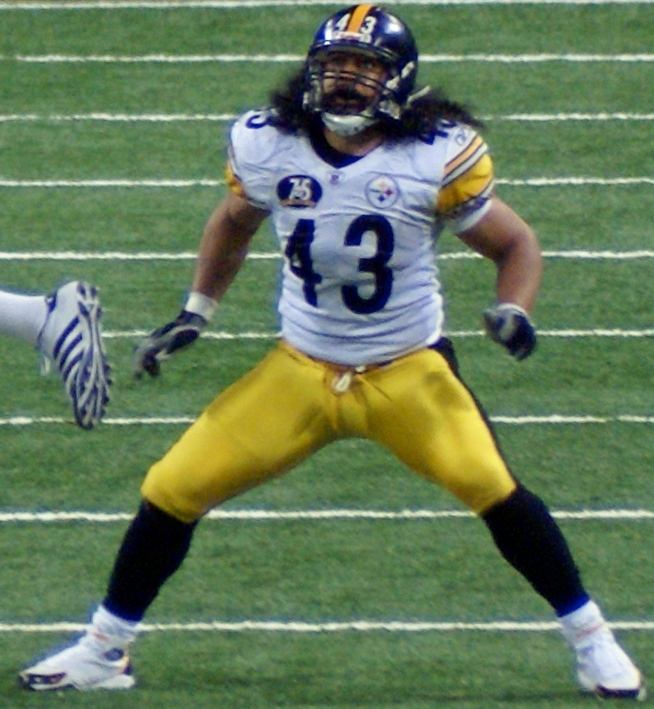
Troy Polamalu.

Populaire en veel beoefende sporten in Amerikaans-Samoa zijn basketbal, American football en honkbal. Voetbal is niet zo populair, en het nationaal voetbalteam van Amerikaans-Samoa is een van de zwakste van de wereld. Ze verloren op 11 april 2001 met 31-0 van Australië, wat een internationaal record is.
Tientallen etnische Samoanen, van wie veel afkomstig van Amerikaans-Samoa, spelen in de National Football League, de nationale American football-competitie van de Verenigde Staten. Een artikel van de ESPN uit 2002 schatte dat de kans dat een Samoaanse man (een Amerikaanse Samoaan, of een Samoaan die in de Verenigde Staten woont) in de NFL speelt, 40 keer zo groot is als de kans dat een niet-Samoaanse Amerikaan in diezelfde competitie speelt. Troy Polamalu, die speelt bij de Pittsburgh Steelers is waarschijnlijk de bekendste Samoaan in de NFL.

## Trivia
- Amerikaans-Samoa is het gebied met het hoogste percentage van de bevolking lijdend aan obesitas, namelijk 93,5 procent[18]